# Камос
Камос (или Камес) — фараон Древнего Египта, правивший приблизительно в 1554 — 1549 годах до н. э., из XVII (Фиванской) династии.

## Правление

### Родственные отношения

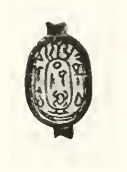
Изображение скарабея фараона Уаджхеперра (Камоса) в золотой рамке

Степень родства Камоса с его предшественником Секененра Таа II и его преемником Яхмосом I до конца не выяснена. Долгое время предполагалось, что Камос был сыном Секененры, и таким образом старшим братом Яхмоса, но поскольку у большинства детей Секененра в имени присутствует как составной элемент «Яхмос» и так как Камос не перечислен среди многочисленных детей Секененра, эта гипотеза не надёжна.
Самостоятельная политика Камоса даёт понять, что он был уже взрослым человеком, когда пришёл к власти. Яхмос I, с другой стороны, был ещё ребёнком, когда он стал фараоном. Следовательно, разница в возрасте между Камосом и Яхмосом довольно большая, что вызывает затруднения в представлении Камоса как сына Секененра.
Однако же, было бы маловероятно для кого-либо, кто не был главенствующим членом семьи фараона, вклиниться между естественной последовательностью между отцом Секененра и сыном Яхмосом I. Внезапная смерть Секененра, павшего на поле битвы, возможно, вынудила старшего мужчину семьи фараона, возможно, брата покойного царя, принять бразды правления на себя.
Возможно, Камос, для увеличения своего престижа, женился на вдове своего брата царице Яххотеп I. В саркофаге, принадлежавшем царице Яххотеп, было обнаружено несколько предметов с написанным на них именем царя Камоса.

### Имена Камоса
Вступая на престол, он принял тронное имя Уаджхеперра, «Поднимающий (или благоприятствующий) творение (или бытие) бога солнца». Слово уадж образовано от корня, обозначающего такое понятие, как «зелень», процесс вырастания семян, пробуждение земли, возвращение поры процветания. Таким образом у Камоса было достаточно оснований для того, чтобы использовать такое имя. Его «хоровым» именем стало Седжефтауи, «Кормящий (или обеспечивающий) Обе Земли», а личное имя, Камос, писавшееся после титула «сын бога солнца», можно перевести как «Рождённый Ка», богом-быком, воплощением Тота. В одной из надписей (Британский музей; сделана на лезвии топора, №5241a) он назван «па хик кен», «отважный правитель-хик». На принадлежавшем ему острие копья вырезан следующий текст: «Благой бог, владыка и творец (всех) вещей, Уаджхеперра, (говорит): „Я отважный правитель-хик, возлюбленный богом солнца, сын бога луны, рождённый от бога Тота; сын бога солнца Камос, вечно могущественный“».
| G5 |

| G5 |

| N28 · D36 | D2 · Z1 | W11 · Ba15s · X1 · Ba15as · I9 |

| N28 · D36 | D2 · Z1 | W11 · Ba15s · X1 · Ba15as · I9 |

| N28 · D36 · Y1 | D2 | Z1 | W11 · X1 · O1 | I9 |

| N28 · D36 · Y1 | D2 | Z1 | W11 · X1 · O1 | I9 |

| F35 | K4 · G1 | D58 | N11 · N17 · N18 |

| F35 | K4 · G1 | D58 | N11 · N17 · N18 |

| S29 | I10 · I9 | D40 · N17 · N18 |

| S29 | I10 · I9 | D40 · N17 · N18 |

| G16 |

| G16 |

| F25 | Y5 · N35 | W24 · W24 · W24 |

| F25 | Y5 · N35 | W24 · W24 · W24 |

| F25 | G17 | A2 | Y5 · N35 | W24 | Z7 | Y1 · Z2 |

| F25 | G17 | A2 | Y5 · N35 | W24 | Z7 | Y1 · Z2 |

| G8 |

| G8 |

| S29 | O4 · D21 | Y1 | N17 · N18 · N23 · N23 |

| S29 | O4 · D21 | Y1 | N17 · N18 · N23 · N23 |

| nswt&bity |

| nswt&bity |

| N5 | M13 | Y1V | L1 |

| N5 | M13 | Y1V | L1 |

| N5 | M13 | Y1V | L1 |

| N5 | M13 | Y1V | L1 |

| N5 | M13 | Y1V | L1 |

| N5 | M13 | Y1V | L1 |

| N5 | M13 | Y1V | L1 |

| N5 | M13 | Y1V | L1 |

| N5 | M13 | Y1V | L1 | A24 |

| N5 | M13 | Y1V | L1 | A24 |

| N5 | M13 | Y1V | L1 | A24 |

| N5 | M13 | Y1V | L1 | A24 |

| N5 | M13 | Y1V | L1 | A24 |

| N5 | M13 | Y1V | L1 | A24 |

| N5 | M13 | Y1V | L1 | A24 |

| N5 | M13 | Y1V | L1 | A24 |

| N5 | G43 | M13 | L1 |

| N5 | G43 | M13 | L1 |

| N5 | G43 | M13 | L1 |

| N5 | G43 | M13 | L1 |

| N5 | G43 | M13 | L1 |

| N5 | G43 | M13 | L1 |

| N5 | G43 | M13 | L1 |

| N5 | G43 | M13 | L1 |

| G39 | N5 |

| G39 | N5 |

| D28 | F31 | S29 | A24 |

| D28 | F31 | S29 | A24 |

| D28 | F31 | S29 | A24 |

| D28 | F31 | S29 | A24 |

| D28 | F31 | S29 | A24 |

| D28 | F31 | S29 | A24 |

| D28 | F31 | S29 | A24 |

| D28 | F31 | S29 | A24 |

| D28 · D52 | F31 | S29 | A24 |

| D28 · D52 | F31 | S29 | A24 |

| D28 · D52 | F31 | S29 | A24 |

| D28 · D52 | F31 | S29 | A24 |

| D28 · D52 | F31 | S29 | A24 |

| D28 · D52 | F31 | S29 | A24 |

| D28 · D52 | F31 | S29 | A24 |

| D28 · D52 | F31 | S29 | A24 |

| Ca1 | D28 · D52 | E1 | F31 | S29 | Z5 | Ca2 |

| Ca1 | D28 · D52 | E1 | F31 | S29 | Z5 | Ca2 |

| D28 | F31s · O34 |

| D28 | F31s · O34 |

| D28 | F31s · O34 |

| D28 | F31s · O34 |

| D28 | F31s · O34 |

| D28 | F31s · O34 |

| D28 | F31s · O34 |

| D28 | F31s · O34 |

Также известна точка зрения, согласно которой существовал более чем один царь с именем Камос. На памятниках с таким  личным именем засвидетельствованы три разных хоровых имени, и высказывалось предположение, что существовало два, а возможно и три, царя с таким именем. Но наиболее распространена точка зрения, согласно которой история знала лишь одного Камоса, который сменил хорово имя в первый раз после победы над Апопи, а второй раз — после какого-то другого важного события его правления. Разрешить этот вопрос невозможно без дополнительных исторических свидетельств. Кроме смены имн, нет других данных, которые бы подтверждали существование двух или трёх царей Камосов.

### Источники

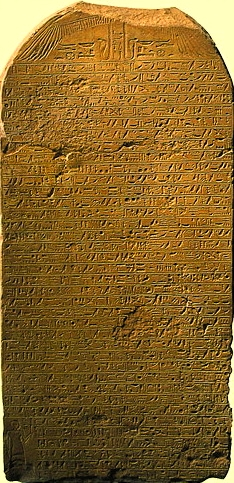
Стела фараона Камоса, посвящённая его борьбе против гиксосов. Из Карнакского храма. Известняк, высота 231 см, ширина 109 см. Луксорский музей

### Обстановка в Египте накануне войны
По восшествии на престол Камосу была подвластна территория от 1-го нильского порога до Куса — главного города 14-го нома Верхнего Египта. То есть власть царя распространялась на первые 14 номов Верхнего Египта. Севером же Верхнего Египта (номы 15 — 21) и всем Нижним Египтом распоряжались гиксосы. Нубией же выше Элефантины по течению Нила владел кушитский царь, который к тому же, видимо, находился в вассальной зависимости от гиксосов. Царь гиксосов называет кушитского царя своим «сыном», что говорит об его подчинённом положении. Равноправные цари называли друг друга «братьями».

### Война с гиксосами

#### Сведения из «Таблички Карнарвона»
На 3-м году правления, фараон созвал своих приближенных и объявил им, что не в состоянии дальше делить власть над Египтом с гиксосами (перевод В. В. Струве): 

«Я знаю (теперь), для чего (должна служить) моя мощь. (Ведь) один чужеземный князь (держится) в Аварисе, другой в Куше. Я сижу (так) в союзе с азиатом и негром. Каждый (из них) имеет свою долю (земли) в Египте, деля страну с мной. (Но) я (уже) не прохожу мимо него (т. е. азиата), начиная с Мемфиса. Вода Египта, смотрите, она владеет Гермополисом. Никто не останется спокойным, будучи разоренным, поборами азиатов. Я хочу сразиться с ним (т. е. с князем азиатов), чтобы распороть тело (живот) его. Мое желание освободить Египет и разбить азиатов.»
Однако вельможи не поддержали царя. Многие боялись затяжной войны и поражения. Они предпочитали оборонительную тактику наступательной, и довольствовались югом страны, уповая на то, что сильная крепость Элефантина не допустит в страну кушитских воинов, а гиксоский царь вроде бы не предпринимает прямых враждебных действий и даже разрешает фиванцам пасти свои стада в Дельте. 

«Смотри, азиатов удерживает Кус и держит народы на равном положении, а мы обеспечены обладанием Египта. Элефантина сильна, и середина страны принадлежит нам [досл. с нами] вплоть до Кус. Вспахиваются для нас лучшие их поля, быки наши в Дельте, полба доставляется для наших свиней. Не отнимают быков наших… Он владеет страной азиатов, а мы Египтом. Если придут и нападут на нас, то мы будем действовать [тогда] против него».
Из последнего утверждения делают вывод, что египтяне Фиванского царства имели право выпаса скота в Дельте Нила, а следовательно север и юг взаимодействовали без больших трений. Трудно представить себе, что эта ситуация была бы возможна, если бы Фиванское царство при Секененра воевало с гиксосами всего за несколько лет до описываемых событий. Возможное объяснение состоит в том, что гипотетическое противостояние между Апопи и Секененра не завершилось победой одного из них, и стороны заключили непрочный мирный договор, позволявший фиванцам выпасать скот в Дельте (единственной области Египта, пригодной для выпаса), как было принято исстари.
Чувство гордости, несомненно, было основным мотивом для нападения Камоса на гиксосов. Египетский фараон традиционно величал себя «царём Верхнего и Нижнего Египта», и при необходимости право на этот титул нужно было обосновать путём завоевания. Нет оснований считать, что Апопи терроризировал юг или вёл себя таким образом, чтобы заслужить те нелестные эпитеты, которыми его награждает Камос. Достаточной причиной для объявления войны было само присутствие его в Аварисе. Советы вельмож пришлись не по сердцу энергичному фараону и он, снарядив большой флот, отряды лучников и меджаев (нубийских наёмников), начал войну с гиксосами. Армия Камоса победоносно двинулась вниз по течению Нила. Вспомогательные отряды меджаев двигались впереди, выискивая азиатов и уничтожать места их пребывания. Население восточного и западного берегов Нила снабжало войско фараона продовольствием. Согласно тексту, он добился успеха благодаря внезапности своих действий — гиксосы явно не ожидали атаки.

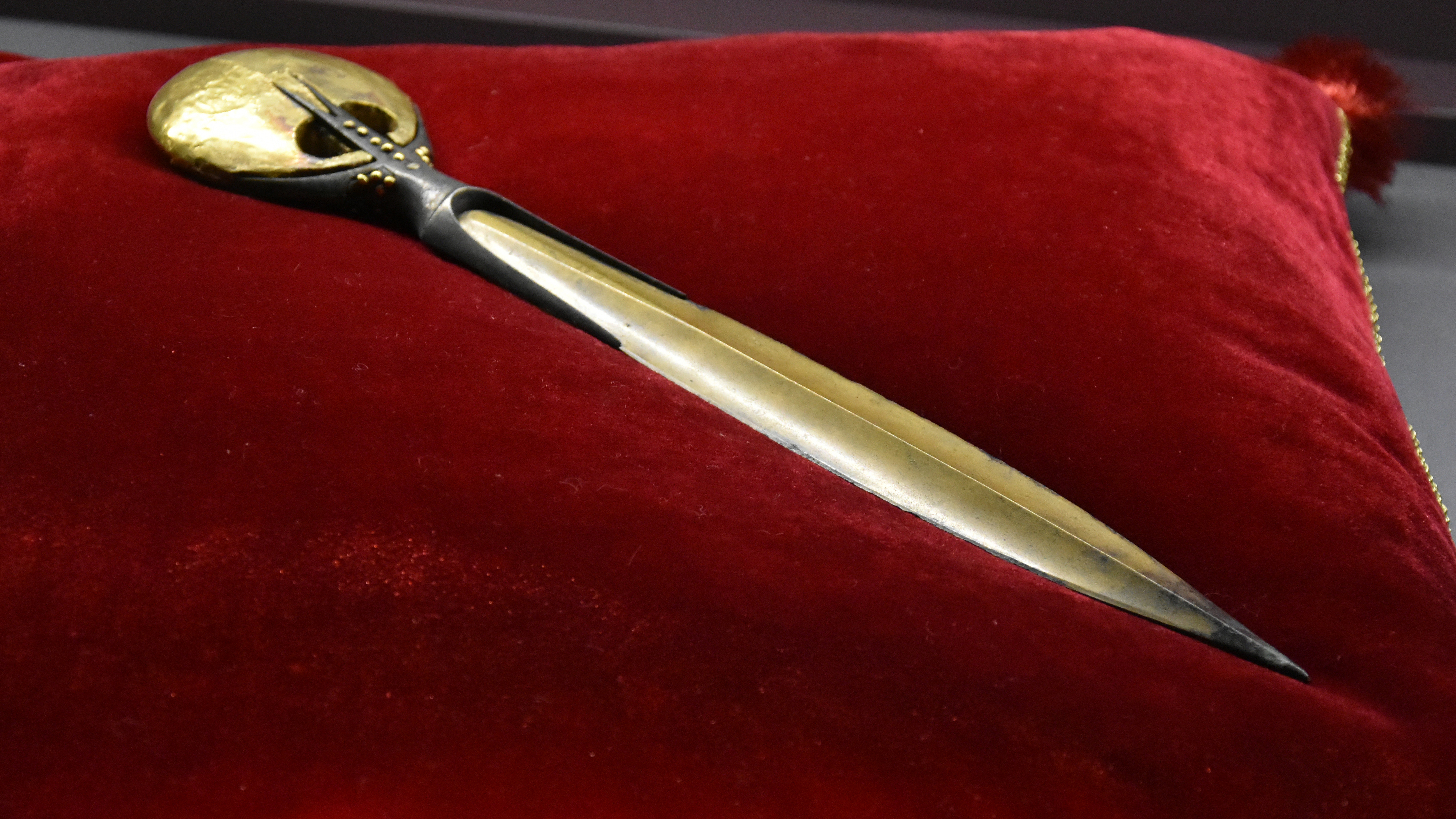
Церемониальный кинжал фараона Камоса (дерево, медь и золото; длина 23 см). Найден египтологом Огюстом Мариетом. Королевская библиотека Бельгии, Брюссель

В городе Неферуси (букв. «Гнездо азиатов»; город к северу от Гермополя) Камос осадил Тети, сына Пиопи, то ли египетского союзника гиксосов, то ли сына гиксоского царя Пиопи-Апопи. Попытка гиксосов прийти на помощь осаждённым была успешно отражена и на следующий день, рано утром Камос неожиданно захватил город, проломив стену. Вражеские воины были перебиты, и хотя самому Тети, видимо удалось спастись, в плен попала его жена. Солдатам Камоса досталась богатая добыча.

#### Сведения из стелы Камоса
В повествовании о походах Камоса виден разрыв между взятием Неферуси и событиями, о которых говорится на второй стеле. Текст на этом памятнике во многом состоит из высокопарно изложенных заявлений Камоса. Туманный стиль изложения мешает понять, идёт ли речь о действительных свершениях Камоса или это только его честолюбивые планы. В стеле описывается дальнейший поход Камоса на север, сопровождающийся опустошением земель принадлежащих Аварису — столице гиксосов. Рассказывается об истреблении колесничего войска противника, об уничтожении флота из 300 кораблей. Камос захватил область Пер-шак, гавань Перджедкену и достиг Южного Инита, отодвинув, таким образом, границу подвластной ему территории к северу от Гермополя, до XVI верхнеегипетского нома (Ма-хедж). Затем он вторгся в Кинопольский (XVII, «Чёрная собака») ном и захватил город Сака, откуда он послал большой отряд лучников для захвата оазиса Джесджес (совр. Бахария). Камос предстаёт перед нами в своих надписях безжалостным мстителем: он велел снести дружественные азиатским захватчикам города: «Разорил я их города, сжёг я их места, превратившиеся в холмы пепелищ навечно, из-за вреда, содеянного ими в Египте».

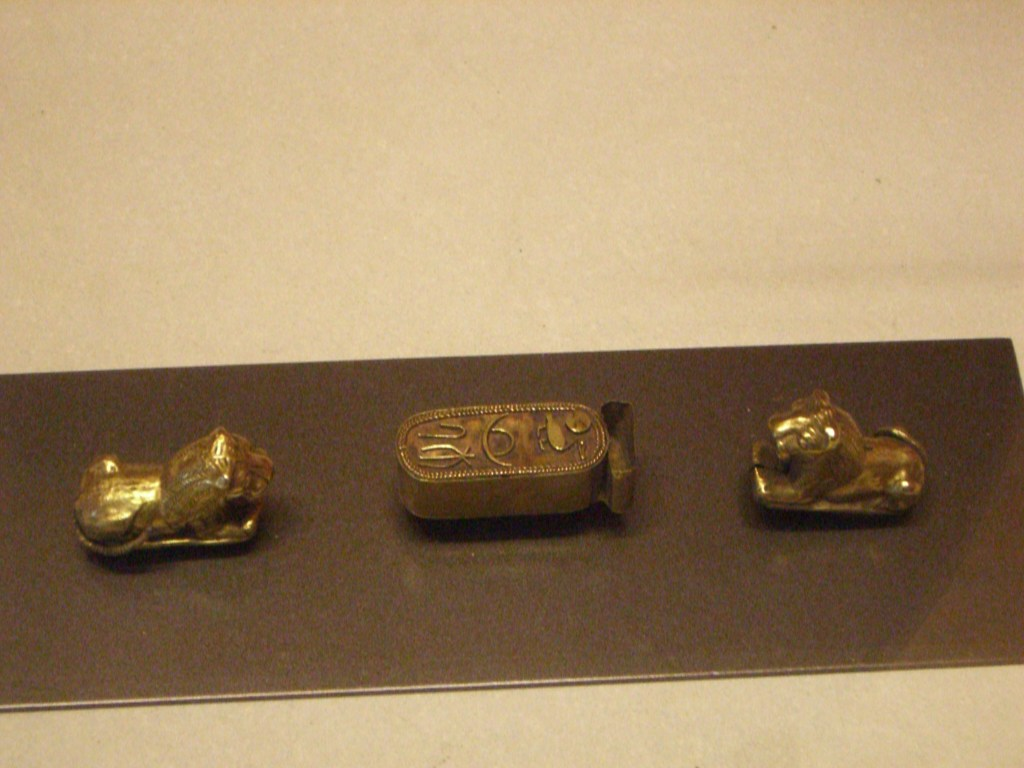
Элементы золотого ожерелья с именем Яхмоса обнаруженного в саркофаге Камоса. Лувр, Париж

Гиксоский царь Ааусерра Апопи послал вестника к царю нубийцев с призывом беспромедлительно вторгнуться в земли фиванцев, пока армия Камоса занята войной с гиксосами, со своей стороны обещая связать сражениями египтян и не дать им возможности броситься на оборону своих южных рубежей. В случае успешного завершения этой операции Апопи обещал разделить земли подвластные Камосу с нубийским правителем. Хотя вестник гиксоского царя двигался по пустыне, стараясь как можно западнее обогнуть земли фиванцев, он всё равно был обнаружен и попал в руки солдат Камоса посланных для захвата оазиса. Таким образом, далеко идущие планы гиксоского царя провалились.
Совершив максимум возможного и, видимо, всё же опасаясь вероятного вторжения нубийцев, Камос повернул назад и начал двигаться к Фивам, на обратном пути довершая разгром тех областей и городов, которые он не успел разграбить при походе на север. Заканчивается победная стела Камоса описанием того ликования жителей Фив, которым они встретили победоносное войско Камоса и приказом фараона своему визирю и главному казначею Неши изготовить эту победную стелу с описанием похода на север и установить её в храме в Карнаке. Авторитет Камоса был вознесён на небывалую высоту и в своей стеле он величает себя Камос-кен (то есть «Камос Победоносный»).
Утверждение некоторых историков, что Камос в этом походе продвинулся до самой столицы гиксосов Авариса и осадил её и, что только нестабильная обстановка на юге помешала ему захватить город, не представляется возможным. В победной стеле не упомянут не только ни один город Дельты, где располагался Аварис, но и даже Мемфис — старая столица Египта. Упоминаемый в стеле захват земель Авариса, нужно трактовать не как оккупацию окрестностей города Авариса, а как подчинение земель принадлежащих столице гиксосов, располагающихся далеко на юге от самого города.

### Война в Нубии

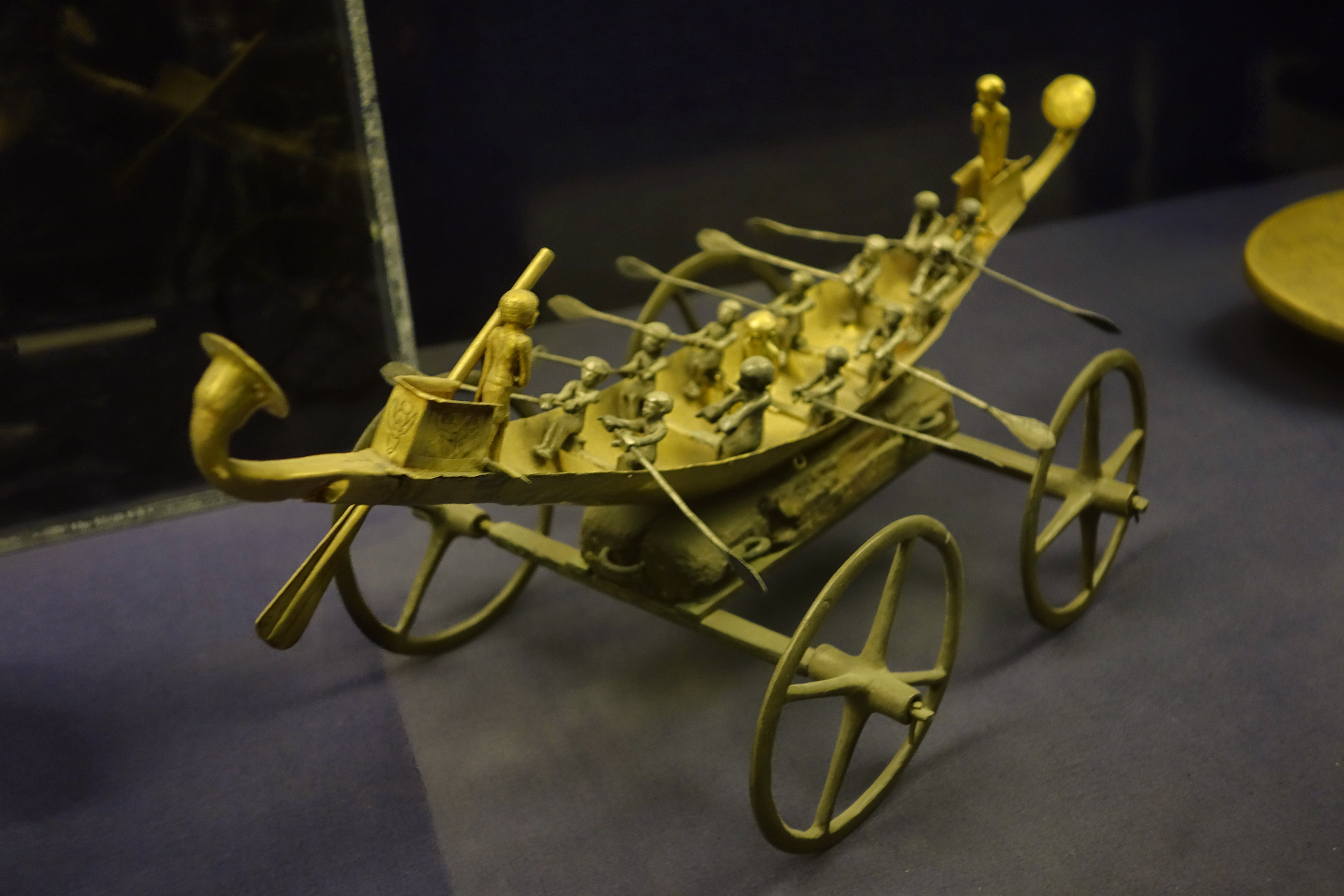
Золотая модель погребальной ладьи Камоса из саркофага Яххотеп

Вёл Камос войну и в Нубии. Две его наскальные надписи были найдены в Арминна и Тошке, между Дером и Абу-Симбелом, а в Фарасе были найдены скарабеи с именем Камоса. Обычно считалось, что этот свой поход Камос совершил после победы над гиксосами, однако текст его стелы даёт понять — поход в Нубию предпринят не после, а перед походом на север против гиксосов. Во-первых — в приведённом в стеле письме гиксоского царя к правителю Нубии, тот жалуется на Камоса: «Не нападал я на него, подобно тому, как он делал против тебя. Обрёк он на нищету обе земли: мою страну и твою страну. Он разорил их». Во-вторых, сам Камос в этой стеле величает себя: «Одарённый жизнью, побивший Юг, напавший на Север». Из всего вышесказанного видно — поход в Нубию был предпринят ранее похода против гиксосов. Видимо, во время этого похода и были покорены маджаи — племена, населявшие Северную Нубию, из которых были сформированы отряды наемников, впоследствии участвовавшие в войне против гиксосов на стороне фиванцев.
Возможно, что Камос совершил не один, а два похода в Нубию, в начале своего правления, то есть до войны с гиксосами, и в конце, уже после войны. В уже упоминавшихся наскальных надписях найденных в Нубии, вместе с именем Камоса указано также и имя его преемника Яхмоса I, непосредственно следовавшее за именем своего старшего родственника. Возможность того, что оно было добавлено позднее, уже во времена правления Яхмоса, опровергается тем, что, судя по всему, оба имени были начертаны в одно время и одним и тем же писцом. Также имена обоих фараонов, сопровождаются эпитетом «Одарённый жизнью», что является явным признаком того, что оба этих правителя были живы, когда делались эти надписи. На основании вышесказанного создаётся впечатление, что Камос и Яхмос правили вместе — были соправителями. Однако, на своих стелах из Карнака, помеченных 3-м годом правления, Камос не единым словом не обмолвился о Яхмосе. Видимо, Яхмос если и стал соправителем Камоса, то уже после войны с гиксосами. Соответственно, второй поход Камоса в Нубию нужно датировать 4-м или 5-м годом правления Камоса. Возможно, поход был вызван необходимостью вернуть под свой контроль область Бухен отбитую у египтян нубийцами, так как стела, имеющая картуш Камоса, в этой крепости, была преднамеренно стерта, а сама непосредственно крепость носит следы пожара.

### Окончание царствования

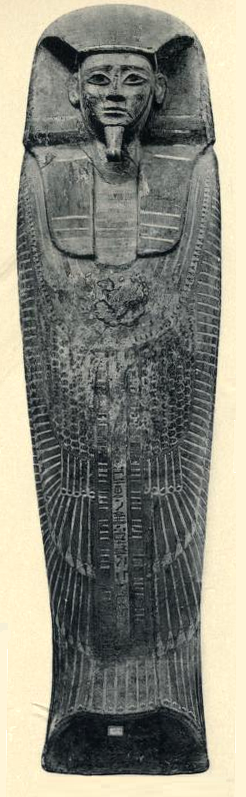
Деревянный саркофаг фараона Камоса, найденный в 1857 году в Дра Абу эль-Нага. Сейчас в Каирском музее

Последним точно установленным годом правления Камоса является 3-й его год. Этим годом датированы две его стелы, рассказывающие о борьбе с гиксосами и установленные по его приказу в храме Карнака. Однако, на основании современных данных предполагается, что правление Камоса продлилось несколько больше и на сегодняшний момент принимается равным 5 годам. Сюда же относится и период соправительства между Камосом и Яхмосом, принимаемый равным 1 году.
Об обстоятельствах смерти Камоса ничего не известно. Небольшая кирпичная пирамида Камоса в Дра Абу эль-Нага, как и его предшественника Секененра, уже давно исчезли не оставив следа, но были ещё не тронуты, когда их обозревали спустя примерно 450 лет после смерти фараона рамессидские ревизоры. Об этом рассказывает Папирус Эббота, содержащий запись расследования ограблений гробниц во времена Рамсеса IX: «Гробница царя Уаджхеперра, сына бога солнца, Камоса, была проверена в этот день и была признанна непотревоженной».
Видимо позднее мумия Камоса была преднамеренно перенесена из гробницы и скрыта в груде развалин, где и была обнаружена в 1857 году в скромном, не позолоченном деревянном гробу. Гроб был вскрыт Огюстом Мариетом и Генрихом Бругшем, которые обнаружили там распавшуюся мумию и несколько опускаемых с покойником в могилу предметов, в частности кинжал из золота и серебра, амулеты, скарабей, бронзовое зеркало, и нагрудное украшение в форме картуша, с именем его преемника Яхмоса. Скромность захоронения Камоса, возможно, говорит о том, что фараон умер преждевременно и не успел должным образом подготовить своё захоронение, видимо из-за постоянных войн, которые он вёл с нубийцами и гиксосами.
Гроб Камоса на сегодняшний момент находится в Египте, кинжал — в Брюсселе, пектораль и зеркало — в Лувре. Начертанное на гробе имя фараона расшифровано лет через 50 после его обнаружения, и к тому времени мумия, видимо, оставленная в куче строительного мусора, где была сделана находка, оказалась утраченной.
Гробница царицы Яххотеп, вдовы Секененра и, возможно, супруги Камоса, вероятно, располагалась недалеко от гробницы Камоса. Более того царицу могли похоронить и в ней самой. Однако уже после правления царей XX династии, когда ограбление гробниц стало обычным делом, жрецы, пытавшиеся сохранить тела египетских правителей и членов их семей, извлекли её саркофаг и спрятали в песке, где тот и был найден 1859 году. В этом саркофаге были обнаружены несколько предметов с написанным на них именем царя Камоса. Данный факт позволяет предположить, что артефакты являлись частью её погребального инвентаря, а значит, она действительно вышла замуж за него после смерти своего первого мужа, либо жрецы, прятавшие её саркофаг и занимавшиеся повторным захоронением тела Камоса, перепутали предметы, изначально находившиеся в двух различных погребениях. Среди них были маленькая священная ладья с фигурками двенадцати гребцов, прикреплённая к четырёхколесной повозке; хлопушка, являвшаяся составной частью царских регалий; бронзовый боевой топор; бронзовый кинжал и наконечник копья.
У Камоса была по крайней мере одна дочь, Сит-Камос («Дочь Камоса»). Два царевича, Джехути и Тети, упомянутые в надписи, найденной в Нубии, возможно, были сыновьями Камоса.
Со смертью Камоса XVII династия прервалась. Яхмос считается основателем XVIII династии. Однако это деление было сделано Манефоном произвольно. Историк решил начать с этого царя новую династию, так как тот окончательно разбил гиксосов и изгнал их. Как таковая династия не прерывалась, ведь Яхмос был сыном Секененра Таа II.
| XVII династия                    |                                                             |                   |
| Предшественник: Секененра Таа II | фараон Египта ок. 1554 — 1549 до н. э. (правил около 5 лет) | Преемник: Яхмос I |

## Культурное влияние
Камос — один из главных действующих лиц романа Нагиба Махфуза «Война в Фивах» и трилогии Кристиана Жака «Гнев Богов». Оба произведения повествуют об освобождении Египта из-под власти гиксосов.